# Sansevieria braunii
Sansevieria braunii är en sparrisväxtart som beskrevs av Adolf Engler och Johann Wilhelm Krause. Sansevieria braunii ingår i släktet bajonettliljor, och familjen sparrisväxter. Inga underarter finns listade i Catalogue of Life.

## Bildgalleri

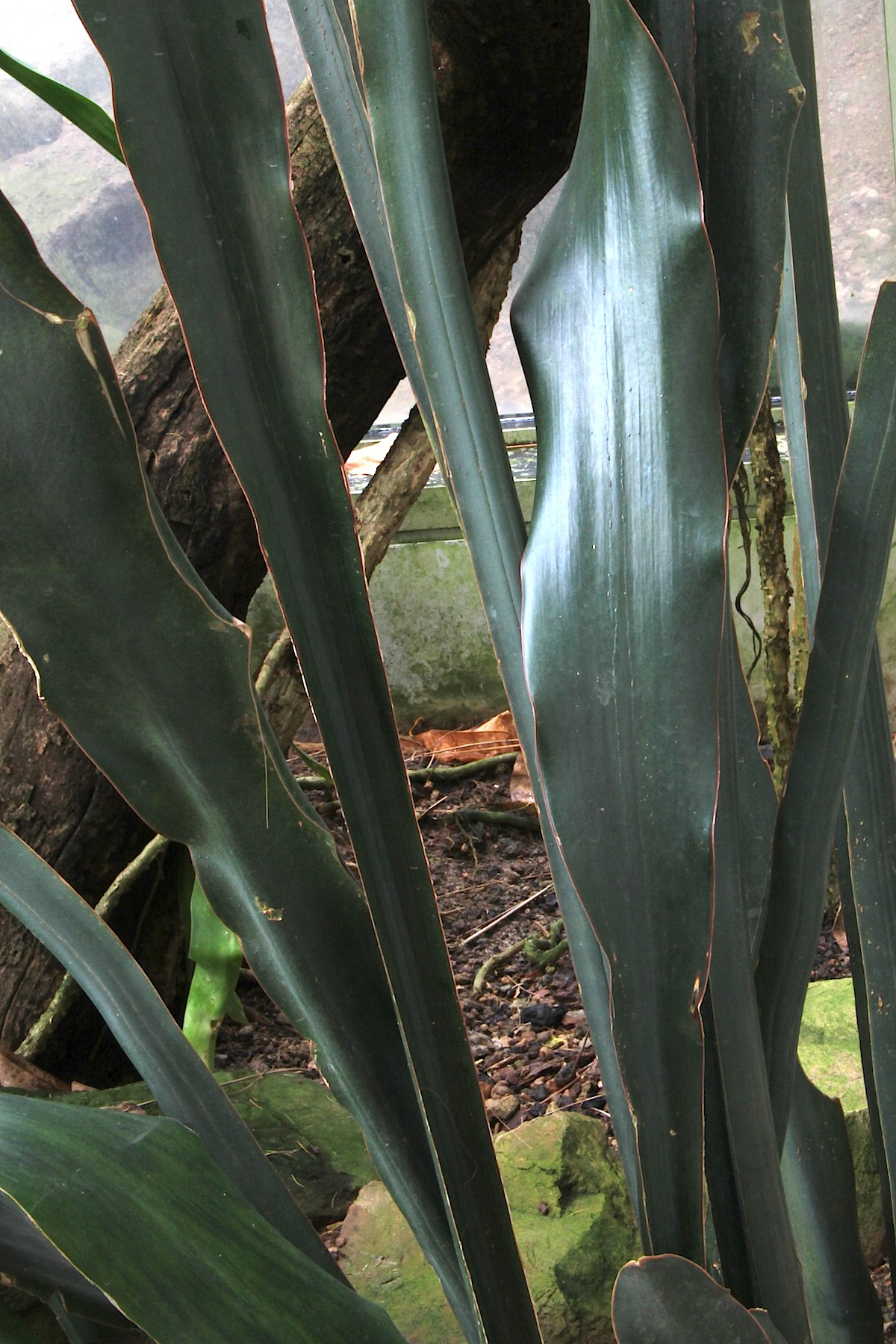